# Mårtsbo
Mårtsbo is een plaats in de gemeente Gävle in het landschap Gästrikland en de provincie Gävleborgs län in Zweden. De plaats heeft 137 inwoners (2005) en een oppervlakte van 48 hectare.
Bestuurscentrum: Gävle (Tätort)
Tätort:
Åbyggeby · Berg · Bergby · Björke · Bönan 
· Forsbacka · Forsby · Furuvik · Hagsta · Hamrångefjärden · Hedesunda · Lund · Norrsundet · Totra · Trödje · Valbo
Småort:
Åbyggeby (tegelbruket) · Alborga · Allmänninge · Axmar by · Backa · Berg en Sjökalla · Björke (oostelijk deel) · Brunnsvik · Eskön en Esköränningen · Finnböle · Grinduga · Häcklinge · Harkskär · Hästbo · Hillevik · Hillsjöstrand · Lövåsen en Dansheden · Mårtsbo · Ölbo · Oppala · Östanbäck en Lund · Sikvik · Småmuren · Utvalnäs